# أندري ديمتشينكو (لاعب كرة قدم)
أندري ديمتشينكو (بالأوكرانية: Демченко Андрій Анатолійович)‏ (بالروسية: Андрей Анатольевич Демченко)‏ هو لاعب كرة قدم ومدرب كرة قدم أوكراني وروسي في مركز الوسط، ولد في 20 أغسطس 1976 في زاباروجيا في أوكرانيا. لعب مع أياكس أمستردام وسيسكا موسكو وميتالوره زابورجيا ونادي إيليتشيفيتس ماريوبول ونادي داسيا كيشيناو.

## وصلات خارجية
- أندري ديمتشينكو على موقع الاتحاد الأوربي (الإنجليزية)
- أندري ديمتشينكو على موقع اتحاد أوكرانيا (الإنجليزية)
- أندري ديمتشينكو على موقع قاعدة بيانات كرة القدم.إي يو (الإنجليزية)
- أندري ديمتشينكو على موقع Soccerway.com (الإنجليزية)
- أندري ديمتشينكو على موقع عالم كرة القدم.نت (الإنجليزية)